# هرناندية كتالبية الأوراق
هرناندية كتالبية الأوراق (الاسم العلمي:Hernandia catalpifolia) هي نوع غير مؤكد من النباتات تتبع جنس الهرناندية من فصيلة الهرنانديات.